# Пьяццали
Пьяццали (фр. Piazzali, корс. I Piazzali) — коммуна во Франции, находится в регионе Корсика. Департамент коммуны — Верхняя Корсика. Входит в состав кантона Кастаньичча. Округ коммуны — Корте.
Код INSEE коммуны — 2B216.

## Население
Население коммуны на 2008 год составляло 15 человек.
| 1962 | 1968 | 1975 | 1982 | 1990 | 1999 | 2008 |
| ---- | ---- | ---- | ---- | ---- | ---- | ---- |
| 22   | 39   | 38   | 33   | 11   | 13   | 15   |

## Экономика
В 2007 году среди 8 человек в трудоспособном возрасте (15—64 лет) 4 были экономически активными, 4 — неактивными (показатель активности — 50,0 %, в 1999 году было 75,0 %). Из 4 активных работали 2 человека (1 мужчина и 1 женщина), безработными были 2 женщины. Среди 4 неактивных 1 человек был учеником или студентом, 2 — пенсионерами, 1 был неактивным по другим причинам.